# Reattore nucleare a metallo liquido
Un reattore nucleare raffreddato a metallo liquido, reattore veloce a metallo liquido o LMFR (Liquid Metal Cooled Reactor) è un tipo avanzato di reattore nucleare in cui il fluido refrigerante primario è un metallo liquido. Questi sono stati utilizzati perlopiù nei sottomarini nucleari, ma sono anche stati ampiamente studiati per applicazioni nella generazione di energia.
Poiché i refrigeranti metallici hanno una densità molto superiore dell'acqua, utilizzata nella maggior parte dei progetti di reattori, essi rimuovono il calore più rapidamente e consentono densità di potenza molto più elevata. Questo li rende utili in situazioni in cui le dimensioni e il peso sono fondamentali, come sulle navi e nei sottomarini. Per migliorare il raffreddamento con acqua, la maggior parte dei reattori sfruttano la pressurizzazione per innalzare il suo punto di ebollizione, che presentano problemi di sicurezza e di manutenzione che nei LMFR non vi sono. Inoltre, l'alta temperatura del metallo liquido può essere utilizzata per produrre vapore a temperatura superiore rispetto a un reattore raffreddato ad acqua, portando ad una maggiore efficienza termodinamica. Questo li rende buoni per migliorare la potenza nelle centrali nucleari convenzionali.
I metalli liquidi, essendo elettricamente altamente conduttivi, possono essere spostati da pompe elettromagnetiche. Gli svantaggi includono difficoltà associate con l'ispezione e la riparazione di un reattore immerso nel metallo fuso liquido opaco, a seconda della scelta del metallo, pericolo di incendi causati dall'alcalinità dei metalli, e la corrosione e/o la produzione di prodotti di decadimento radioattivi possono essere un problema.

## Design
In pratica, tutti quelli raffreddati con il metallo liquido sono reattori a neutroni veloci, e fino ad oggi i reattori a neutroni veloci più comuni sono raffreddati a metallo liquido autofertilizzanti veloci (LMFBRs), o unità di propulsione navale. I metalli liquidi utilizzati in genere hanno bisogno di buone caratteristiche di trasferimento di calore. Il nocciolo di un reattore a neutroni veloci tende a generare molto calore in un piccolo spazio rispetto a reattori di altre classi, anche più grandi. Un basso assorbimento di neutroni è desiderabile in qualsiasi refrigerante del reattore, ma soprattutto è importante per un reattore veloce, il risparmio di neutroni di un reattore veloce è uno dei suoi principali vantaggi. Dal momento che i neutroni lenti sono più facilmente assorbibili, il liquido di raffreddamento dovrebbe idealmente avere una bassa moderazione dei neutroni. È anche importante che il refrigerante non provochi eccessiva corrosione dei materiali strutturali, e che i suoi punti di fusione e di ebollizione siano adatti alla temperatura di esercizio del reattore.
Idealmente il refrigerante non dovrebbe mai bollire, cosa che renderebbe più probabile la sua fuoriuscita dal sistema, risultante in un incidente di perdita di refrigerante. Viceversa, se il refrigerante può essere non va in ebollizione questo permette alla pressione nel sistema di raffreddamento di rimanere a livelli neutrali, e questo riduce drasticamente la probabilità di un incidente. Alcuni disegni prevedono l'immergere l'intero reattore e gli scambiatori di calore in una pozza di liquido di raffreddamento, eliminando virtualmente il rischio che il raffreddamento dell'anello interno ceda.

## Proprietà dei refrigeranti
Mentre l'acqua pressurizzata potrebbe teoricamente essere utilizzata in un reattore veloce, tende a rallentare i neutroni e assorbirli, ciò limita la quantità di acqua che può essere fatta fluire attraverso il nocciolo del reattore, e poiché i reattori veloci hanno una densità di potenza più elevata si preferisce usare i metalli liquidi. Il punto di ebollizione dell'acqua è molto più basso rispetto alla maggior parte dei metalli esistenti, e il sistema di raffreddamento può essere mantenuto ad alta pressione per raffreddare più efficacemente il nucleo.

### Mercurio
"Clementine" fu il primo reattore nucleare ad essere refrigerato con il mercurio, pensato per essere la scelta ovvia poiché è liquido a temperatura ambiente. Tuttavia, a causa di inconvenienti, tra cui elevata tossicità, elevata tensione di vapore già a temperatura ambiente, basso punto di ebollizione, producendo fumi nocivi quando riscaldato, conduttività termica relativamente bassa, e di elevata cattura neutronica, è caduto in disuso.

### Sodio e NaK
Il Sodio e il NaK (una lega sodio-potassio eutettica) non corrodono acciaio in modo significativo e sono compatibili con molti combustibili nucleari, consentendo un'ampia scelta di materiali strutturali. Essi, tuttavia, si infiammano spontaneamente al contatto con l'aria e reagiscono violentemente con l'acqua, e producono gas di idrogeno. Questo è stato il caso della Centrale nucleare di Monju, in un incidente del 1995, quando scoppiò un incendio. La sua attivazione neutronica provoca che questi liquidi diventino intensamente radioattivi durante il funzionamento, sebbene l'emivita è breve e quindi la loro radioattività non pone un ulteriore preoccupazione nello smaltimento.

### Piombo
Il Piombo ha delle proprietà eccellenti di cattura neutronica (riflessione, a basso assorbimento) ed è uno scudo molto potente contro i raggi gamma. Il punto di ebollizione più elevato del piombo fornisce molti vantaggi di sicurezza in quanto può raffreddare il reattore in modo efficiente anche se raggiunge diverse centinaia di gradi centigradi sopra condizioni operative normali. Tuttavia, poiché il piombo ha un punto di fusione elevato ed una elevata tensione di vapore, è difficile rifornire un reattore raffreddato al piombo. Il punto di fusione può essere abbassato con lega piombo-bismuto, ma questa è altamente corrosiva per la maggior parte dei metalli utilizzati per materiali strutturali.

### Stagno
Sebbene lo stagno fino ad oggi non sia utilizzato come refrigerante per reattori perché costruisce una crosta, può essere un ulteriore refrigerante o di contenimento di disastri nucleari o incidenti con perdita di refrigerante. Il Mercurio e piombo - utilizzati nel disastro di Chernobyl [6] - sono altamente velenosi e il sodio è altamente infiammabile, mentre l'acqua evapora o scorre via, portando con sé sostanze radioattive provoca contaminazioni [e gravi incidenti
Ulteriori vantaggi dello stagno sono il punto di ebollizione elevato e la capacità di costruire una crosta, che aiuta a coprire le perdite velenosi e mantiene il refrigerante dentro al reattore. Lo stagno rende inutilizzabile il reattore nelle normali operazioni. È stato testato dai ricercatori ucraini ed è stato proposto di convertire i reattori ad acqua bollente del disastro nucleare di Fukushima Daiichi in reattori raffreddati a stagno liquido.

## Utilizzi per la propulsione nautica

### Sottomarini
Il sottomarino sovietico K-27 (Classe November) e tutti i sette sottomarini di Classe Alfa reattori impiegavano reattori con metallo liquido (VT-1 reattori in K-27; BM-40A e OK-550 reattori in altri). Entrambe le marine sovietica e statunitense in precedenza avevano costruito sottomarini d'attacco prototipi utilizzando propulsori LMFR.
Il secondo sottomarino nucleare, lo USS Seawolf (SSN-575) era l'unico sottomarino avente una centrale nucleare raffreddata al sodio. È stato commissionato nel 1957, ma aveva le perdite nei surriscaldatori, che sono stati bypassati. Al fine di standardizzare i reattori della flotta, il reattore raffreddato a sodio del sottomarino è stato rimosso a partire nel 1958 e sostituito con un reattore ad acqua pressurizzata.

### Aerei nucleari
Reattori raffreddati al metallo liquido sono stati studiati da Pratt & Whitney destinati ad aeromobili nucleari come parte del programma Aircraft Nuclear Propulsion.

## Impiego nelle centrali nucleari
L'Esperimento del Reattore al Sodio era un reattore nucleare sperimentale al sodio raffreddato situato in una sezione del campo Santa Susana, allora gestito dalla divisione Atomics International della North American Aviation. Nel mese di luglio 1959, il reattore sperimentale di sodio ha subito un grave incidente che ha coinvolto la fusione parziale di 13 su 43 elementi di combustibile e un significativo rilascio di gas radioattivo. Il reattore è stato riparato ed è tornato in servizio nel settembre del 1960 e ha concluso il funzionamento nel 1964. Il reattore ha prodotto un totale di 37 GW-h di energia elettrica.
Il Fermi 1, nella contea di Monroe, Michigan, era un reattore sperimentale autofertilizzante veloce raffreddato a sodio che ha operato dal 1963 al 1972. Ha subito una fusione nucleare parziale nel 1963 ed è stato dismesso nel 1975.
A Dounreay (contea di Caithness), nell'estremo nord della Scozia, l'Autorità per l'energia atomica del Regno Unito (UKAEA) ha attivato il reattore veloce di Dounreay (DFR), utilizzando il NaK come refrigerante, dal 1959 al 1977, esportando più di 600 GW-h di energia elettrica in quel periodo. È stato costruito nello stesso sito dal PFR, il Reattore Veloce Prototipo, che ha operato 1974-1994 e ha utilizzato sodio liquido come refrigerante.
Il reattore sovietico BN-600 è raffreddato di sodio. Le centrali nucleari BN-350 e la statunitense EBR-II sono state raffreddate al sodio. EBR-I utilizzava una lega di metallo liquido, il NaK, per il raffreddamento. Il NaK è liquido a temperatura ambiente. il raffreddamento a metallo liquido è utilizzato anche nella maggior parte dei reattori a neutroni veloci compresi i reattori autofertilizzanti veloci come il Reattore Veloce Integrato.
Una combinazione tra il metallo liquido raffreddato reattore ed il reattore sale fuso risulta nel progetto del Reattore al Doppio Fluido

Esempio di un LFR

Alcuni studi sui reattori di quarta generazione sono raffreddati al metallo liquido, come:
- Reattore nucleare veloce al sodio (SFR)
- Reattore nucleare veloce al piombo (LFR)